# Robert Wienes
Robert Wienes  war ein antifaschistischer deutscher Schriftsteller.

## Der ProsatextAlles Geschriebene bisher quark
Sein Prosatext Alles Geschriebene bisher quark ist in nur in einem Exemplar erhalten. Das Heft wurde durch „Sicherungsverwahrung“ bei der Gestapo und später bei der Stasi auf die Nachlebenden gebracht und 1986 erstmals in einem Auszug, 1987 in voller Länge sowie 1988 als Faksimile veröffentlicht. Der Herausgeber Norbert Tefelski nimmt an, dass es sich bei dem Text um das letzte Kapitel eines 1935 von den Nazis konfiszierten Romans handelt. „Wer Robert Wienes war, weiß niemand. Mit Sicherheit litt er an einer schizophrenen Psychose.“
Eine gattungsspezifische Einordnung des Textes ist schwierig. Er ist – eingerahmt von zwei Mottos – in sechs Kapitel gegliedert, doch sind diese Kapitel gefüllt mit Laut- und Satzfragmentkaskaden, kaum verständlichen Wortspielen, Anagrammen, Verschreibungen und Klangassoziationen. Formale Strukturen verschiedener Gattungen und Genres lassen sich aufzeigen, intertextuelle Bezüge, die allerdings nur andeutungsweise hergestellt werden, verstärken den Montagecharakter des Textes. Eine narrative Struktur oder diskursive Entwicklung eines Textgeschehens oder einer Handlung ist nicht erkennbar. Seine Sprache enthält Anklänge ans Niederrheinische. Vermutlich hat Wienes Berufserfahrungen als Setzer oder Buchdrucker gehabt. Als Wortkünstler experimentiert er mit der Sprache ähnlich wie etwa James Joyce, Kurt Schwitters, Otto Nebel oder Arno Schmidt.
Der Autor ist nicht zu verwechseln mit dem Regisseur Robert Wiene im Genitiv, berühmt durch Das Cabinet des Dr. Caligari.

## Ausgaben vonAlles Geschriebene bisher quark
- Alles Geschriebene bisher quark, mit einer Notiz zu einem Unbekannten herausgegeben von Norbert Tefelski, Universität-Gesamthochschule Siegen, Siegen 1986 (= Vergessene Autoren der Moderne, Bd. 17).
- Alles Geschriebene bisher quark, Edition Wagner, Berlin 1987.
- Alles Geschriebene bisher quark, herausgegeben von Norbert Tefelski, mit einem Essay von Friedhelm Rathjen: Alternative zum Verstummen. Drei quarks auf Robert Wienes. Faksimile eines Privatdruckes. edition text + kritik, München 1988 (in der Reihe Frühe Texte der Moderne) ISBN 3-88377-267-4.